# بورکهارد گنتنبین
بورکهارد گنتنبین (انگلیسی: Burkhard Gantenbein; ۱۴ ژوئیهٔ ۱۹۱۲ – ۲۷ اوت ۲۰۰۷) بازیکن هندبال اهل سوئیس بود.